# Comté de Kulin
Le Comté de Kulin est une zone d'administration locale au sud-est de l'Australie-Occidentale en Australie. Le comté est situé à environ 300 kilomètres à l'est-sud-est de Perth, la capitale de l'État.
Le centre administratif du comté est la ville de Kulin.
Le comté est divisé en un certain nombre de localités :
- Kulin
- Dudinin
- Holt Rock
- Jitarning
- Pingaring

Le comté compte neuf conseillers locaux et est divisé en quatre circonscriptions.